# Lagan (Schiff)
Die Fregatte Lagan (K 259)  der River-Klasse der Royal Navy wurde bei der Verteidigung des Konvois ON 202 am 20. September 1943 von U 270 torpediert. Die Fregatte konnte eingeschleppt werden, wurde aber zum Totalverlust erklärt und wurde so der erste Verlust der Klasse. Die Fregatte war das erste Opfer des neuen deutschen Zaunkönig-Torpedos zur Bekämpfung von Geleitfahrzeugen.
Benannt nach dem 60 km langen Fluss Lagan in Nordirland wurde die Fregatte am 21. Dezember 1942 als 13. Schiff der Klasse in den Dienst der Royal Navy übernommen. Vor ihrer Torpedierung war Lagan am 12. und 13. Mai 1943 an der Versenkung von U 89 und U 753 beteiligt, als sie in der Escort Group C2 den Konvoi HX 237 verteidigte.

## Geschichte des Schiffes
Am 11. Februar 1941 wurden die ersten vierzehn neuentwickelten „Zwei-Schrauben-Korvetten“ für die U-Boot-Abwehr von der Royal Navy bestellt, die von der Werft Smiths Dock Company in South Bank, Middlesbrough, konstruiert waren. Die ersten Aufträge gingen an sieben britische Werften, davon allein sechs an die maßgebliche Konstruktionswerft des neuen Typs. Die Lagan entstand als 7. Bau einer River-Fregatte auf der Werft auf der Basis eines am 3. Juli 1941 erteilten Folgeauftrags für drei weitere Schiffe (dazu noch HMS Mourne (K261) und Moyola (K260); 25.-27. Auftrag der Klasse). Der Bau der Korvette begann am  7. Januar 1942, am 28. Juli lief die Lagan vom Stapel und am 21. Dezember 1942 wurde sie an die Royal Navy als 11. Schiff der River-Klasse und 7. von Smiths Dock abgeliefert.

Kommandant des Schiffes war seit Ende September 1942 der Lt.Cdr. Albert Ayre, RNR, der zuvor die U-Jagd-Trawler Scottish (1937, 558 ts) und Kingston Jacinth (1929) und dann vom 12. Februar 1941	bis zum 24. September 1942 die Korvette Primrose kommandiert hatte. Dabei hatte die Korvette unter seinem Kommandos südöstlich von Cape Farwell am 8. August 1942 von zwei im Konvoi SC 94 versenkten Handelsschiffen 61 Besatzungsmitglieder retten können.
Ayre wurde nach den Einsätzen mit der Lagan am 19. Oktober 1943 mit dem	Distinguished Service Order ausgezeichnet.

### Einsätze
Schon im Januar 1943 war die Fregatte Lagan zusammen mit dem Schwesterschiff Waveney und vier Korvetten in der vom Zerstörer Sherwood (I80, ex DD170 Rodgers, Kalk) geführten Escort Group C2 im Einsatz zur Sicherung des Konvoi ONS 160, der auf Grund von Erkenntnisse der Funküberwachung die gegen die Konvois aufgestellte U-Boot-Gruppe „Falke“ umgehen konnte. Im März war die Fregatte im Einsatz am UK-Gibraltar-Geleitzug KMS 11 von 62 Schiffen; die EG C2 verfügte jetzt neben Sherwood und fünf Korvetten noch über den Zerstörer Broadway und die französische Sloop Savorgnan da Brazza. Im April konnte die Escort Group den Konvoi ON 179 an einer aufgestellten U-Bootgruppe vorbeiführen, die von 5th Support Group mit dem Geleitträger Biter bekämpft wurde.
Bei der folgenden Sicherung des Konvois HX 237 von 46 Schiffen durch die EG C2 mit Broadway, Lagan, vier Korvetten und dem Rettungsschlepper Vizalma erfolgten Angriffe durch eine Gruppe Drossel. Die Verteidigung des Konvois wurde wieder durch die 5th Support Group mit Geleitträger Biter und vier Zerstörern unterstützt. Die Swordfish der Biter griffen die U-Boote an und riefen die Geleiter heran; so konnten Broadway und Lagan am Nachmittag des 12. Mai U 89 versenken. Als am Morgen des 13. eine Sunderland der RCAF-Squadron 423 ein weiteres U-Boot meldete, wurden Lagan und die kanadische Korvette Drumheller gegen dieses Boot entsandt und sie konnten U 753 mit Wasserbomben versenken.
Die folgenden Einsätze der Lagan verliefen ohne Gefechte. Mit dem Konvoi SC 140 aus Halifax erreichte die Fregatte in der EG C2 mit den Zerstörern Gatineau und Icarus sowie den Korvetten Drumheller, Fennel, Kamloops, Polyanthus, Primrose Anfang September Großbritannien.

### Der letzte Einsatz
Die neu aufgestellten U-Boot-Gruppen wurden von der britischen Funkaufklärung zum Teil spät oder unvollständig erkannt, so das Gegenreaktionen zum Teil zu spät eingeleitet werden konnte. Gefährdet waren die Konvois ONS 18 und ON 202, die die aufgestellten U-Boote passieren mussten. Dazu erhielt die kanadische 9th Support Group, die eigentlich in der nördlichen Biskaya deutsche U-Boote auf dem Aus- oder Rückmarsch aus oder zu den deutschen Basen in der Bretagne angreifen sollte, mit dem kanadischen Town-Zerstörer St. Croix, den kanadischen Korvetten Chambly, Sackville und Morden  sowie der Fregatte Itchen, den Befehl, zum Konvoi ONS 18 zu stoßen.

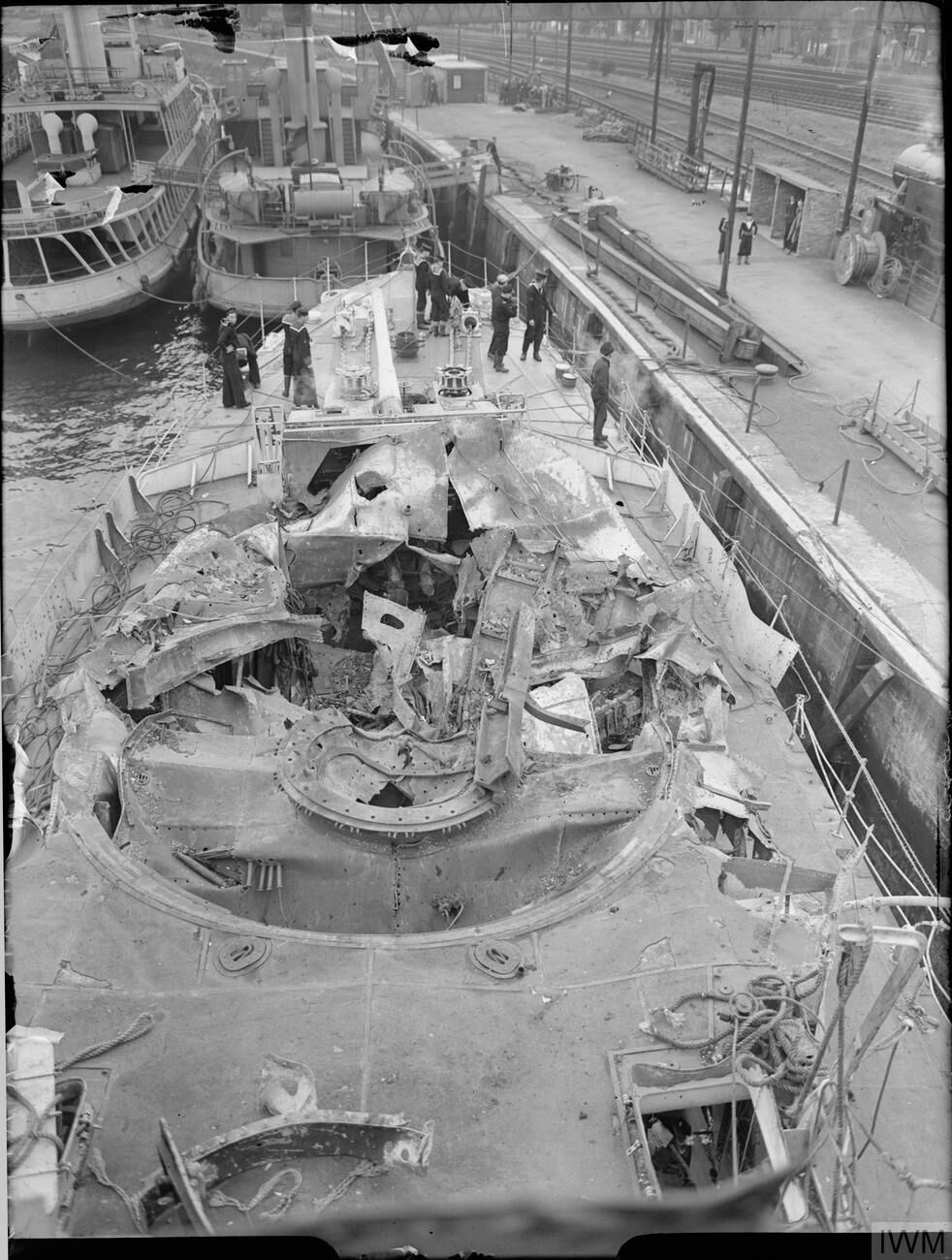
Die schwer beschädigte Escapade

Um den deutschen Aufmarsch zu stören, wurden am 19. September Liberators der RAF-Squadron 86 und der RCAF-Sq. 10 zur Luftsicherung ausgeschickt, von denen eine kanadische Maschine U 341 versenkte,  die Konvois ON 202 und ONS 18 nach Nordwesten ausweichen sollten. 
-
ONS 18 bestand aus 27 Schiffen, gesichert von der Esort Group B 3 mit den Zerstörern Keppel und Escapade, der Fregatte Towy (Cdr. Evans), den britischen Korvetten Orchis, Narcissus sowie ihren frei-französischen Schwesterschiffen Roselys, Lobélia und Renoncule sowie dem Trawler Northern Foam
-
ON 202 bestand aus 38 Schiffen, die von der kanadischen Escort Group C 2 mit den Zerstörern Gatineau (unter Lt.Cdr PW Burnett RN, SOE) und Icarus, der Fregatte Lagan und drei Korvetten Drumheller, Kamloops und Polyanthus.

Am Abend des 19. September gerieten einige deutsche U-Boote, ohne es selbst zu bemerken, in die Sicherung des ONS 18, Roselys verfolgte ein U-Boot mit Wabos. Escapade wurde bei einem eigenen Hegdehog-Angriff durch Frühzünder schwer beschädigt.
Am 20. September früh meldet U 270 (Kptlt. Otto) den ON 202, wurde dabei mit HF/DF gepeilt und von der Fregatte Lagan (LtCdr. Bridgeman) angesteuert. U 270 traf die Lagan auf 57° 09'N, 27° 28'W mit einem T-5 Zaunkönig-Torpedo ins Achterschiff und 29 Mann starben auf der Fregatte. Gatineau drückte dann U 270 unter Wasser. Die schwer beschädigte Lagan konnte vom Schlepper HMS Destiny (W 115) bis nach Liverpool eingeschleppt werden, wurde aber zum konstruktiven Totalverlust erklärt, da die Fregatte etwa 10 m ihres Hecks verloren hatte und auch weitere Teile des Schiffes schwer beschädigt waren.
Am 21. Mai 1946 wurden die Reste der Fregatte zum Abbruch verkauft.

### Fazit
— Die Erfolge der U-Boote (mit 24 T-5-Schüssen wurden zwölf Escorts als versenkt, drei weitere als wahrscheinlich versenkt gemeldet) führten zu einer erheblichen Überschätzung der Wirksamkeit des neuen Torpedos. In Wirklichkeit wurden sechs Handelsschiffe mit 36.422 BRT versenkt und nur vier Escorts (St. Croix, Polyanthus, Itchen und Lagan) vernichtet. 

Im Gegenzug gingen U 338 und U 229 verloren.

– Der ostgehende Konvoi HX 227, gesichert von der Escort Group B 6 mit den Zerstörern Fame und Vanquisher, der Fregatte Devenon, der Korvette Kingcup sowie deren Schwesterschiffen Potentilla und Rose unter norwegischer Flagge, konnte den deutschen Angreifern ausweichen, da die U-Boote am zusammengezogenen Konvoi  ON 202 / ONS 18 verblieben.